# Psychoda pinguicula
Psychoda pinguicula és una espècie d'insecte dípter pertanyent a la família dels psicòdids.

## Descripció
- La femella fa 0,66-0,92 mm de llargària a les antenes (0,81-0,98 en el cas del mascle), mentre que les ales li mesuren 1,35-1,87 de longitud (1,10-1,57 en el mascle) i 0,50-0,75 d'amplada (0,42-0,70 en el mascle).
- Les antenes presenten 15 segments.[2]

## Distribució geogràfica
Es troba a Papua Nova Guinea.